# Столкновение над Золочевом
Столкновение над Золочевом — крупная авиационная катастрофа, произошедшая в пятницу 3 мая 1985 года в небе около Золочева (Львовская область). Авиалайнер Ту-134А предприятия «Аэрофлот» выполнял рейс SU-8381 по маршруту Таллин—Львов—Кишинёв, но при заходе на посадку во Львове практически лоб в лоб столкнулся с военно-транспортным самолётом Ан-26 ВВС СССР, выполнявшим рейс СССР 101 по маршруту Львов—Москва. В результате столкновения погибли все 94 человека в обоих самолётах.

## Сведения о самолётах

### Ту-134
Ту-134А (регистрационный номер СССР-65856, заводской 23253, серийный 28-01) был выпущен Харьковским государственным авиационным производственным предприятием (ХГАПП) в 1975 году (первый полёт совершил 20 февраля). В тот же день был передан авиакомпании «Аэрофлот» (Эстонское УГА, Таллинский ОАО). Оснащён двумя турбореактивными двигателями Д-30-III Пермского моторного завода. На день катастрофы совершил 12 306 циклов «взлёт-посадка» и налетал 18 548 часов.
Самолётом управлял опытный экипаж, его состав был таким:
- Командир воздушного судна (КВС) — 53-летний Николай Иванович Дмитриев. Пилот 1-го класса, Герой Социалистического Труда.
- Второй пилот — В. Н. Дякин.
- Штурман — О. Б. Дыкуха.
- Бортмеханик — В. А. Потапов.

В салоне самолёта работали две стюардессы — С. В. Сергеева и Ю. С. Кучинская.
На борту самолёта находились 73 пассажира: 65 взрослых и 8 детей, в том числе:
- Александр Аксинин — художник-график.
- Алари Линдмяэ[эст.] (эст. Alari Lindmäe) — перспективный молодой спортсмен (настольный теннис).

### Ан-26
Ан-26 (регистрационный номер СССР-26492, заводской 9506, серийный 095-06) был выпущен Киевским авиационным заводом в 1980 году (первый полёт совершил 25 апреля). В тот же день поступил в 243-й ОСАП ВВС СССР. Оснащён двумя турбовинтовыми двигателями АИ-24ВТ ЗМКБ «Прогресс» имени А. Г. Ивченко. На день катастрофы совершил 2346 циклов «взлёт-посадка» и налетал 1756 часов.
Состав экипажа рейса СССР 101 был таким:
- Командир экипажа — подполковник Юрий Петрович Шишковский. Пилот 1-го класса, командир эскадрильи 243-го ОСАП, налетал свыше 5000 часов[5].
- Помощник командира —22-летний лейтенант Валерий Валерьевич Быковский. Сын космонавта Валерия Быковского, налетал свыше 500 часов[6].
- Штурман — В. В. Коломиец.
- Борттехник — В. И. Шаповалов.
- Борттехник — Р. С. Корейба.
- Бортрадист — Л. В. Бубанов.

На борту самолёта находилось высшее руководство ВВС Прикарпатского военного округа, среди них:
- командующий генерал-майор авиации Евгений Иванович Крапивин,
- член военного совета округа, генерал-майор Виктор Михайлович Доценко,
- начальник штаба ВВС ПрикВО С. А. Волков.

Также в самолёте летели оба сына Евгения Крапивина (Александр и Андрей), а также Наталья Громова — супруга будущего командующего 40-й армией Бориса Всеволодовича Громова.
Всего на борту Ан-26 (включая 6 членов экипажа) находились 15 человек.

## Хронология событий
Рейс SU-8381 вылетел из Таллина в 10:38. К 12:00 он был на подлёте к Львову, когда в 12:02 из Львовского аэропорта вылетел рейс СССР 101.
В тот день над Львовом погода была облачной, с верхней границей 5-6 километров. В 12:05:45 с Львовским РЦ УВД вышел на связь экипаж рейса 8381 (Ту-134А) и доложил о входе в зону на эшелоне FL255 (7750 метров). Диспетчером на восточном секторе в тот день был В. В. Шевченко; он передал экипажу удаление от Львовского аэропорта 122 километра с азимутом 45° и разрешил снижение до эшелона FL140 (4250 метров) на ОПРС Золочев. Однако через несколько минут в 12:08:32 Шевченко связался с рейсом 8381 и отменил разрешение снижаться на эшелон FL140, разрешив занять эшелон FL155 (4700 метров), так как на эшелоне FL150 (4550 метров) в это время следовал Ан-24 встречным курсом на ОПРС Дедеркалы. После того, как Ту-134 занял эшелон FL155 и доложил об этом диспетчеру, тот разрешил лайнеру дальнейшее снижение до эшелона FL140, так как встречный борт к тому моменту уже пересёк курс. При этом Шевченко также предупредил экипаж Ту-134 о встречном самолёте, летевшем на эшелоне FL130 (3950 метров).
Этим встречным самолётом был рейс СССР 101. В 12:05:22 его экипаж вышел на связь с ДПП Львовского аэропорта и доложил о занятии эшелона FL60 (1850 метров). Диспетчер подхода П. А. Савчук разрешил Ан-26 набирать эшелон FL150, но в 12:06:13 дал ему указание набирать эшелон FL130 из-за встречного самолёта. В 12:11:58 экипаж рейса 101 вышел на связь с ДПП и доложил о занятии эшелона FL130. В этот момент Савчук (ориентируясь по обзорному радиолокатору) перепутал отметку рейса 101 с отметкой впереди идущего Ан-24 (с которым разминулся рейс 8381) и доложил экипажу Ан-26 об удалении от аэропорта 65 километров (на самом деле оно было 56 километров) и передал его диспетчеру восточного сектора.
В 12:12:18 рейс 8381 вышел на связь с диспетчером Шевченко и доложил о занятии эшелона FL140. Шевченко велел ему переходить на связь с подходом (Савчук). В 12:12:28 на связь с Шевченко вышел уже переданный ему рейс 101, который доложил о прохождении Золочева и запросил подъём до эшелона FL185 (5650 метров). Шевченко передал экипажу Ан-26, что тот летит по азимуту 86° и на удалении 60 километров от аэропорта, и на эшелоне FL140 летит Ту-134А, до которого 10 километров, поэтому запрос на подъём пока отклонён. Экипаж рейса 101 подтвердил полученную информацию, при этом не придав значения тому, что всего 30 секунд назад диспетчер подхода называл им удаление 65 километров.
Почти одновременно, в 12:12:30, экипаж Ту-134 вышел на связь с диспетчером подхода Савчуком, который передал ему, что тот летит по азимуту 85° и на удалении 65 километров, после чего дал указание снижаться до эшелона FL120 (3650 метров) к четвёртому развороту с МКпос=312° для захода на посадку. Экипаж подтвердил полученную информацию и приступил к снижению. Слышавший их переговоры Шевченко попытался предупредить Савчука о недопустимости снижения Ту-134 из-за встречного Ан-26, но ни Савчук, ни руководитель полётов Александр Квашнин не приняли своевременных мер. В 12:13 экипажи рейсов SU-8381 и СССР 101 увидели друг друга через разрывы в облаках и резко отвернули вправо. Но из-за малого расстояния в 12:13:26 самолёты столкнулись левыми плоскостями (Ту-134 — правый крен 45°, Ан-26 — правый крен 14°) и, разрушаясь в воздухе, рухнули на землю и взорвались. Все летевшие в них 94 человека (79 в Ту-134 и 15 в Ан-26) погибли.

### Запись переговоров
| Время    |        | |
| -------- | ------ | --- |
| 12:01:21 | Ан-26  | Старт, 26492, к взлёту готов.                                                                                                 |
|          | Д      | 492, взлёт разрешаю. |
| 12:02:42 | Ан-26  | Львов, круг, 26492 после взлёта курс Калиновка, [эшелон] 1500 [метров], 1800 [метров].                                        |
|          | Д      | 26492-й Львов круг, на Золочев занимайте 1800, пересечение 1500 доложите.                                                     |
|          | Ан-26  | Вас понял, на Золочев 1500.                                                                                                   |
|          | Д      | 492, по данным метео в облаках умеренное обледенение.                                                                         |
|          | Ан-26  | Вас понял. |
| 12:04:51 | Ан-26  | 26492, 1500 пересекли. |
|          | Д      | 492, работайте с подходом 126,0.                                                                                              |
|          | Ан-26  | Понял. |
| 12:05:22 | Ан-26  | Львов подход 26492, 1800, до Золочева успеваю 4500 в 14 минут.                                                                |
|          | Д      | 26492, на Золочев 4500 разрешаю, пролёт доложить.                                                                             |
|          | Ан-26  | 4500, доложу. |
| 12:05:45 | Ту-134 | Львов, [борт] 65856, 7800 занял на Золочев.                                                                                   |
|          | Д      | 65856, Львов контроль, азимут 45, удаление 122 км на Золочев, занимайте [эшелон] 4200.                                        |
|          | Ту-134 | 856, Золочев 4200. |
| 12:06:13 | Д      | 492. |
|          | Ан-26  | Слушаю. |
|          | Д      | 492, 3900 доложите, встречный будет в районе Золочева на четыре пять… двести.                                                 |
|          | Ан-26  | Вас понял, 3900 доложим. |
| 12:07:24 | Д      | 492, где у вас посадка?. |
|          | Ан-26  | На Мостике. |
|          | Д      | Понял. |
|          | Ан-26  | Москва. |
| 12:08:32 | Д      | 865, 4800 пока доложите. |
|          | Ту-134 | 856, 4800. |
|          | Д      | 856, для информации, встречный Ан-24 прошёл курсом на Дедеркалы занимает 4500.                                                |
|          | Ту-134 | 856, понял. |
| 12:11:09 | Ту-134 | 856, 4800, 25 до Золочева. |
|          | Д      | 856, продолжайте снижение [до] 4200, борт пересёк вам курс, ушёл влево, в районе Золочева будет встречный на четыре… на 3900. |
|          | Ту-134 | 856, 4200. |
| 12:11:58 | Д      | 492. |
|          | Ан-26  | 3900 занял, 492. |
|          | Д      | 492, удаление 65, с контролем на 125,5.                                                                                       |
|          | Ан-26  | Вас понял. |
| 12:12:18 | Ту-134 | 856, 4200. |
|          | Д      | 856-му, с подходом 126 ноль [126,0].                                                                                          |
|          | Ту-134 | Конец. |
| 12:12:28 | Ан-26  | Львов контроль, 26492. |
|          | Д      | 26492, Львов контроль. |
|          | Ан-26  | 492, добрый день, сию 3900 проходим Золочев, Шепетовка в 36 минут, прошу 5700.                                                |
|          | Д      | 492, азимут 86, удаление 60 км пока 3900, встречный Ту-134 4200, между вами 10.                                               |
|          | Ан-26  | Вас понял, 3900 сохраняю. |
| 12:12:30 | Ту-134 | Львов подход, 65856. |
|          | Д      | 65856, Львов подход. |
|          | Ту-134 | Золочев. |
|          | Д      | 856, удаление 65, азимут 85, посадочный 312 к 4-му занимайте пока 3600.                                                       |
|          | Ту-134 | 65856, занимаю 3600 в район 4-го.                                                                                             |
| 12:13:26 |        | Столкновение |

## Расследование
Комиссией было установлено, что экипажи обоих самолётов имели достаточно высокий уровень подготовки, обеспечивающий им выполнение заданий на полёты в данных условиях, а потому уровень подготовки пилотов не являлся причиной катастрофы. Радиотехнические средства обеспечения полётов Львовского РЦ УВД (трассовый локатор ТРЛ-139, вторичный локатор «Корень-АС» и обзорный аэродромный локатор ДРЛ-7СМ) были работоспособны. Поэтому обвиняемыми стали рассматриваться диспетчеры.
В результате расследования комиссии было установлено, что руководитель полётов Александр Квашнин допустил следующие нарушения:
- отпустил с рабочего места диспетчера радиолокационного контроля ДПП и, не обеспечив нахождение на этом рабочем месте старшего диспетчера, разрешил диспетчеру ДПП занять это рабочее место;
- при личном присутствии на ДПП и при наличии грубых ошибок в работе подчинённого диспетчера ДПП не принял мер к обеспечению безопасности полётов.

При этом диспетчер ДПП П. А. Савчук допустил следующие нарушения:
- при занятии самолётом Ан-26 высоты 3900 метров и подходе к рубежу передачи восточному сектору РЦ, используя средства радиолокационного контроля, неправильно определил фактическое удаление самолёта и передал управление им смежному диспетчеру;
- при приеме УВД самолётом Ту-134, несмотря на наличие встречного самолёта, находившегося в 10 километрах по курсу следования, не информировал экипаж Ту-134 о сложившейся воздушной обстановке;
- при выдаче разрешения на снижение экипажу Ту-134 не уточнил воздушную обстановку и взаимное положение Ту-134 и Ан-26, не вёл постоянного радиолокационного контроля за воздушным движением и не обеспечил установленных интервалов эшелонирования при расхождении ВС.

Сам Савчук ранее работал пилотом, но был списан на пенсию по достижении 48 лет и в связи с этим поступил в Ульяновский учебный центр, где переучился на диспетчера, а после двухмесячных курсов в сентябре 1984 года был допущен к самостоятельной работе. По итогам расследования его квалификация и опыт практической работы были признаны неудовлетворительными.